# Johann Heinrich Achterfeld
Johann Heinrich Achterfeld, född den 1 juni 1788 i Wesel, död den 11 maj 1877 i Bonn, var en tysk romersk-katolsk teolog.
Achterfeld studerade teologi  i Köln och Münster som lärjunge till Georg Hermes. Han var från 1813 verksam som präst i Wesel och Xanten. År 1817 blev Achterfeld professor i teologi i Braunsberg och 1826 professor i moralteologi och homiletik vid universitetet i Bonn. År 1832 grundade han tillsammans med Johann Braun "Zeitschrift für Philosophie und katholische Theologie". 
Achterfeld utgav 1834-36 Georg Hermes föreläsningar som Christkatholische Dogmatik. Då påven Gregorius XVI 1835 lät förbjuda dessa, erkände Achterfeld inte fördömandet av hermesianismen. Han fråntogs då rätten att undervisa och avsattes 1843 från sin professur. Först efter att ha gjort avbön blev han 1862 rehabiliterad av regeringen och 1873 även av kyrkan.